# Cupitron
Cupitron（キュピトロン）は、日本の3人組テクノポップアイドルグループである。トベタ・バジュンが総合プロデューサーを務める。

## 概要
名前の由来はローマ神話の恋の神「キューピッド（Cupid）」とコンピュータ・アーキテクチャを意味する「トロン（tron）」を組み合わせた造語である。グループのキャッチコピーとして「カラフルポップ フロム テクノワールド」というフレーズを使っており、ライブなどの自己紹介のときに独特の振り付けとともに3人で唱和する。
楽曲タイトルやCDジャケット、公式Web、衣装、ミュージック・ビデオなどのデザインやアートワークは概ね近未来的イメージかつコンピュータやロボットなどの要素がベースコンセプトとして統一的に用いられており、SF風のテイストが特徴である。
衣装のデザインは2ndシングル「バッテリー」では篠原ともえが、また4thシングル「銀河鉄道999」では漫画・アニメ『銀河鉄道999』の原作者松本零士が、それぞれ手がけた。
2017年になると活動が減少し、一年以上も新たなるCD発売がなかった。ライブ出演は同年7月31日以降なくなり8月11日のラジオ番組で3人での活動が休止状態となっていたが、11月4日の東京ラーメンショーで復帰した。
2018年4月30日、Cupitron名義での活動の終了を発表。2019年4月30日に新しい名義での活動再開を断念し、解散することを発表。

## メンバー
※年齢順
| カラー | 名前        | よみ            | 生年月日（年齢） | 備考 |
| ------ | ----------- | --------------- | ---------------- | --- |
| 青     | 山川 二千翔 | やまかわ にちか | 1997年5月22日    | リーダー 「第1回JUNONプロデュースガールズコンテストファイナリスト。                                                                                       |
| 赤     | 浜田 彩加   | はまだ さいか   | 1999年12月27日   | サブリーダー、センター 「Rの法則」の第6期R'sメンバー（No.000093）でニックネームは「いかちゃん」 元・石川県のローカルアイドルグループ「Jumpin'」メンバー。 |
| 緑     | 宮川 里奈   | みやかわ りな   | 2000年9月26日    | |

## 略歴

### 2014年
- 6月25日、配信限定の「サマーカイジュウ」でデビュー。

### 2018年
- 4月30日、東京・青山RizMにて自主企画ライブ「THE LAST LIVE」を行い、Cupitron名義での活動の終了を発表。[4]

### シングル
| # | 発売日        | タイトル                      | 規格品番                               | カップリング                                                     | 最高位 |
| - | ------------- | ----------------------------- | -------------------------------------- | ---------------------------------------------------------------- | ------ |
| 1 | 2014年9月17日 | ユニコーンパレード            | CD+DVD:RPK-1017/1018【初回生産限定盤】 | First Contact                                                    | 55位   |
| 1 | 2014年9月17日 | ユニコーンパレード            | CD:RPK-1019【通常盤】                  | ピコピコクラブ 火星ツアー                                        | 55位   |
| 2 | 2015年2月11日 | バッテリー                    | CD+DVD:RPK-1023/1024【初回生産限定盤】 | 電子計算機の夢                                                   | 59位   |
| 2 | 2015年2月11日 | バッテリー                    | CD:RPK-1025【通常盤】                  | WARP WARP ピポパトーク                                           | 59位   |
| 3 | 2015年7月22日 | ロボットボーイ ロボットガール | CD+DVD:RPK-1030/1031【初回生産限定盤】 | 宇宙でミルクココア                                               | 53位   |
| 3 | 2015年7月22日 | ロボットボーイ ロボットガール | CD:RPK-1032【通常盤A】                 | We Are Cupitron ロボットボーイ ロボットガール TECHNO JUMBO Remix | 53位   |
| 3 | 2015年7月22日 | ロボットボーイ ロボットガール | CD:RPK-1033【通常盤B】                 | Π サマーカイジュウ Akufen Remix                                  | 53位   |
| 4 | 2016年5月25日 | 銀河鉄道999                   | CD+DVD:RPK-1042/1043【初回生産限定盤】 | テクノテクノ                                                     | 41位   |
| 4 | 2016年5月25日 | 銀河鉄道999                   | CD:RPK-1044【通常盤A】                 | LOVE SCIENCE                                                     | 41位   |
| 4 | 2016年5月25日 | 銀河鉄道999                   | CD:RPK-1045【通常盤B】                 | 一分間だけ夢を見る                                               | 41位   |

### 配信シングル
1. サマーカイジュウ（2014年6月25日）

### タイアップ
| 楽曲        | 内容                                | 収録作品                   |
| ----------- | ----------------------------------- | -------------------------- |
| 銀河鉄道999 | TBS『ランク王国』エンディングテーマ | 4thシングル「銀河鉄道999」 |

## 出演

### テレビ
※レギュラー出演分のみ記載。
- Rの法則（2015年6月-2018年4月（番組終了））NHK Eテレ 浜田彩加のみ。
- NHK高校講座 ベーシックサイエンス（2016年4月 - ）NHK Eテレ
- アイドル応援番組「ステップ！」木曜日（2016年4月1日- ）スカパー！プレミアム アイドル専門チャンネルPigoo